# Kyrkeruds folkhögskola

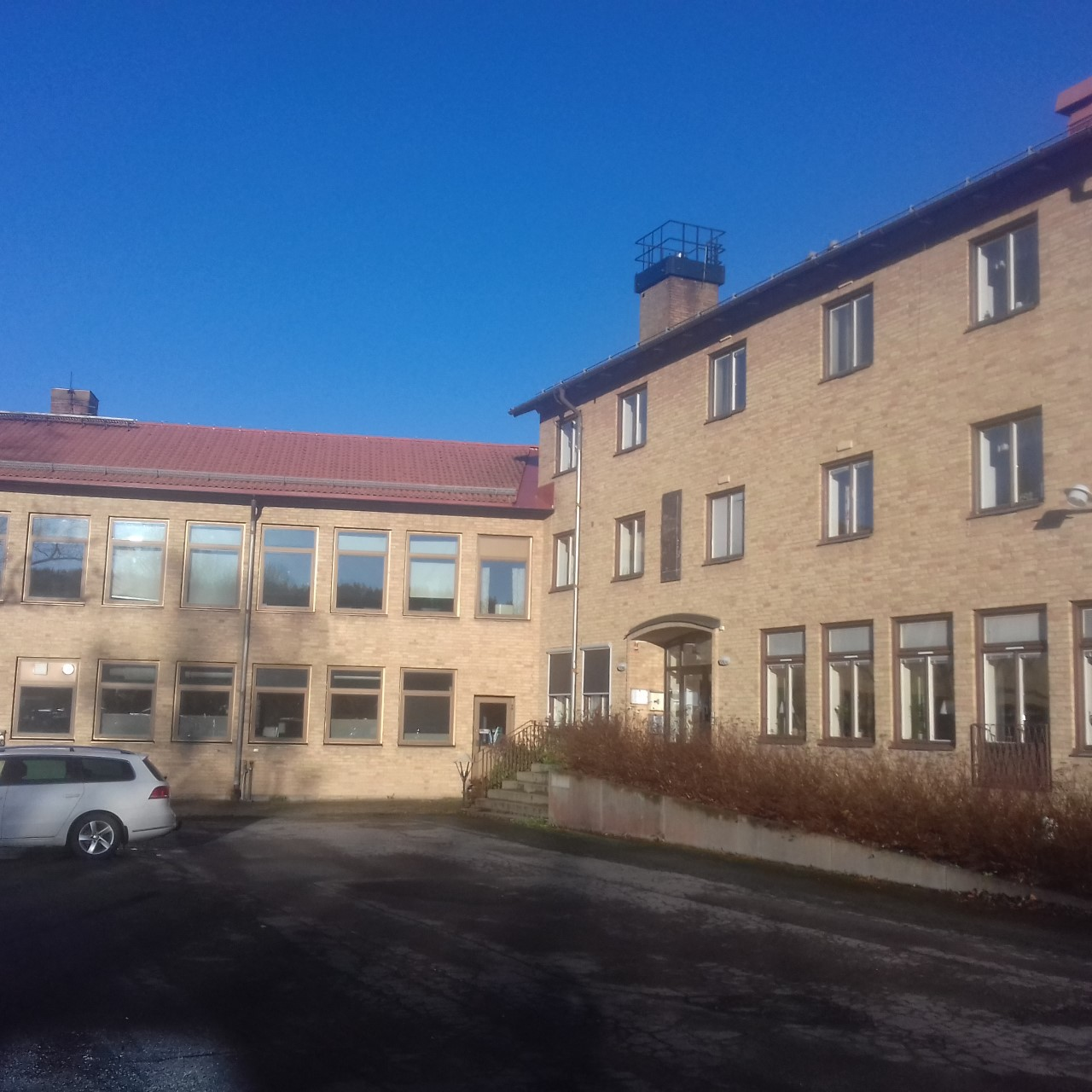
Huvudentrén till skolan sedd från söder

Kyrkeruds folkhögskola finns som huvudenhet tre kilometer utanför Årjäng och har en filial i Säffle i anslutning till Ungdomens Hus. Skolans huvudman är Region Värmland. Folkhögskolan är belägen vid sjön Västra Silen i Årjängs kommun. Den huvudsakliga inriktningen består av särskilda kurser i konst: måleri, textil, keramik, grafik, foto och skulptur. Lärarna på de särskilda kurserna är aktiva konstnärer. De konstnärliga utbildningarna genomsyrar också allmän kurs på Kyrkerud i Årjäng där elever kan kombinera konstnärligt skapande med att nå högskolebehörighet. Då skolan har internat finns det bland annat möjlighet att bo och använda skolans ateljéer på kvällar och helger.
I Säffle har skolan sedan höstterminen 2017 en filial kopplat till Ungdomens Hus. Filialen i Säffle har bland annat kommit till genom ett samarbete med Säffle kommun och Värmlands Framtid. Att skolan erbjuder studier motsvarande de som ges på gymnasiet ses som en möjlighet i Säffle där många ungdomar hoppat av skolan.

## Tidigare elever
- Lars-Göran Abrahamsson, målare
- Kerstin Andersson (bildkonstnär)
- Jürgen Asp, konstnär och konstpedagog
- Marc Broos, bild- och konceptkonstnär
- Janove Ekstedt, konstnär och konstpedagog
- Niklas Eneblom, serietecknare och konstnär
- Bengtgöran Flood, grafiker och pedagog
- Anders Fredholm, keramiker och pedagog
- Åke Grützelius, konstnär
- Magnus Hedman, grafiker
- Kerstin Högstrand, konstnär
- Jörgen P Karlsson, måleri- och videokonstnär
- Kamilla Kvarnevik, keramiker och skulptör
- Emelie Larsson, konstnär
- Ingela Larsson, textilkonstnär
- Karin Lööf, keramiker
- Niki Merimaa, skulptör och pedagog
- Bie Norling, skulptör och målare